# Flawil
Flawil (im ostschweizerischen Ortsdialekt Flòòwiil [ˈflɔːʋiːl] ⓘ ausgesprochen) ist eine politische Gemeinde im ostschweizerischen Kanton St. Gallen. Flawil zählte Ende 2020 10'530 Einwohner.
Die Gemeinde liegt im Untertoggenburg und gehört zum Wahlkreis Wil.

## Geographie
Die Gemeinde hat eine Fläche von 11,51 km2. Der tiefstgelegene Punkt liegt an der Glatt mit 542 m ü. M. Der höchstgelegene liegt oberhalb Alterschwil mit 814 m ü. M. Der Bahnhof Flawil liegt auf 610,6 m ü. M.
Flawil setzt sich aus dem eigentlichen Dorf und den Weilern Oberglatt, Burgau, Egg, Alterschwil, Langenentschwil, Grobenentschwil und Raaschberg zusammen.
Die Nachbargemeinden Flawils sind Oberbüren, Gossau, Herisau, Degersheim sowie Oberuzwil.

## Geschichte
Urkundlich wurde der Ort im Jahre 858 als Flawilare marcho erwähnt. Im Frühmittelalter gab es im Bereich Flawil-Uzwil eine Allmende, die um 850 durch eine Grenze aufgeteilt wurde. 858 wird Alterswil, 907 Wolfertswil als Teil dieser Allmende bezeichnet. Über Grundbesitz verfügte vor allem die Abtei St. Gallen. 885 wird in Oberglatt eine Herberge erwähnt. Das Dorf und die nähere Umgebung bildeten im 15. Jahrhundert das Gericht Flawil, das als Lehen der Adelsfamilie Giel von Glattburg gehörte und 1486 von der Fürstabtei St. Gallen zurückgekauft wurde. Um die 1178 erstmals erwähnte Kapelle im Dorf Flawil bestand ein eigener Gerichtsbezirk, der den Grafen von Toggenburg gehörte, 1429 in den Besitz der Abtei St. Johann und nach einer weiteren Handänderung 1544 schliesslich 1556 an die Fürstabtei St. Gallen überging. Oberglatt gehörte wie Raschberg und Alterswil zum Gericht Magdenau. Burgau bildete mit der Mülleregg (heute Tal genannt) ein eigenes Gericht.
Kirchlicher Mittelpunkt war Oberglatt mit seiner 1316 erwähnten Pfarrkirche, dessen Patronat verschiedene Adelige, ab 1363 das Kloster Magdenau und ab 1597 die Fürstabtei St. Gallen innehatten. Die erste Erwähnung eines Leutpriesters für Oberglatt datiert von 1257. Die Pfarrei Oberglatt wurde 1388 in die Abtei Magdenau inkorporiert. Ab 1528 wandte sich Flawil mehrheitlich dem reformierten Bekenntnis zu. Die Kirche von Oberglatt wurde ab 1597 paritätisch benutzt. 1605 zählte die Gemeinde 234 reformierte und 33 katholische Männer. 1771 wurde die 1785 neu gebaute Kirche in Oberglatt den Reformierten überlassen, während die Laurentius-Kapelle im Dorf zur katholischen Pfarrkirche erhoben wurde. 1844 und 1935 errichtete man jeweils eine neue Kirche. Die reformierte Kirchgemeinde baute 1911 im Dorf eine neue Kirche, wodurch sich der kirchliche Mittelpunkt von Oberglatt nach Flawil verlagerte.

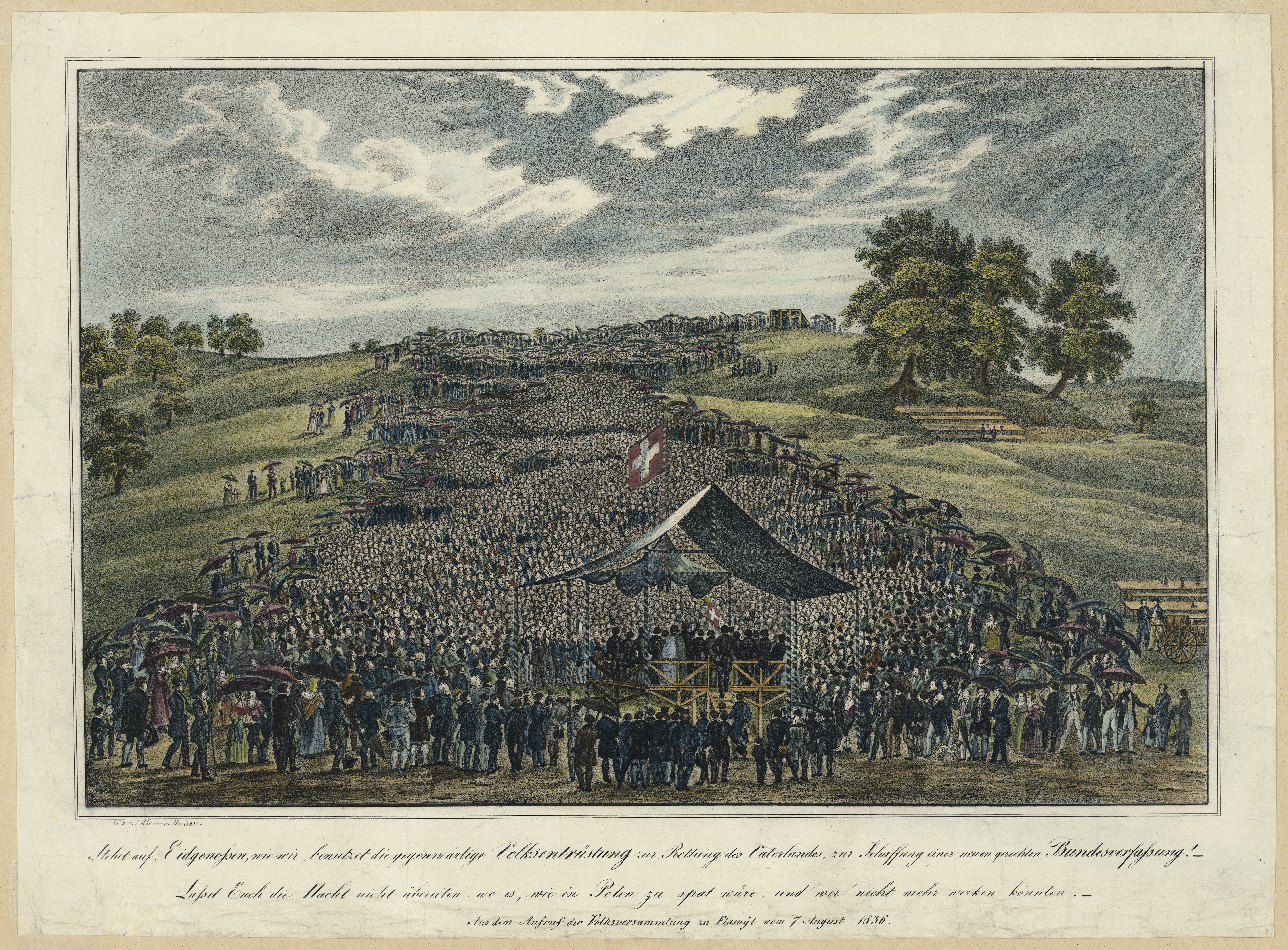
Volksversammlung in Flawil am 7. August 1836

In Flawil gab es 1448 eine Gastwirtschaft, eine Schmiede und eine Backstube. Mühlen sind in Flawil 1341 und in Mülleregg 1429 belegt. 1609 wird vor allem eine reiche Reben- und Baumkultur (Kirschen, Äpfel, Birnen) genannt. 1613 erhielt Burgau eine Flurordnung. Ab dem 17. Jahrhundert betrieben etliche Familien überregionale Warentransporte.
In der Helvetik wurden die Dörfer und Weiler um Flawil zur Gemeinde Flohweil zusammengefasst und diese zum Hauptort des gleichnamigen Distrikts im neuen Kanton Säntis bestimmt. 1803 wurden Flawil, Burgau und Oberglatt zur politischen Gemeinde Flawil vereinigt. 1831 bis 1861 versammelten sich in Flawil die Bürger des Bezirks zur Bezirksgemeinde, die den Grossen Rat wählte. 1836 fand in Flawil eine Ostschweizer Volksversammlung statt, welche unter anderem eine Bundesreform forderte.

Luftbild von Walter Mittelholzer aus dem Jahr 1920

Im 19. Jahrhundert erlebte die Gemeinde mit der Textilindustrie eine rasche industrielle Entwicklung. 1830 bis 1850 blühte in Flawil die Handweberei. 1852 führte die Firma Egli und Wagner die ersten Handstickmaschinen ein, denen ab 1861 die Stickmaschinen folgten. 1855 wurde die Bahnlinie von Winterthur bis Flawil eröffnet und 1856 bis St. Gallen weitergeführt. 1878 zählte Flawil 339 Stickmaschinen. Trotz Krisenzeiten konnte sich die Textilindustrie vorerst behaupten. Dazu gehören seit 1914 auch die Flawa (Schweiz. Verbandstoff- und Wattefabriken). Während des wirtschaftlichen Aufschwungs der Stickereiblüte zwischen 1880 und 1920 verdoppelte sich die Einwohnerzahl nahezu. In dieser Zeit wurden planmässig viele Jugendstilhäuser, oft mit einem Sticklokal im Erdgeschoss, und repräsentative Fabrikantenvillen gebaut. Seit 1960 finden sich breit gefächerte Industriebetriebe unter anderem in den Bereichen Metallverarbeitung, Maschinen- und Apparatebau, Nahrungsmittel (Schokoladefabrik Munz) und Labortechnik (Büchi Labortechnik AG). Im Textilbereich liessen sich langfristig Umstrukturierungen nicht vermeiden. So musste die seit 1857 bestehende Habis-Textil AG mit 170 Angestellten 1995 ihre Produktion aufgeben. Seit 1852 besteht eine Sekundarschule, der 1922 die kantonale landwirtschaftliche Schule angegliedert wurde. Das 1882 gegründete Gemeindekrankenhaus wurde von 1987 bis 2021 als kantonales Regionalspital geführt. 1989 wurde das Ortsmuseum eröffnet.

## Politik

### Gemeinderat
Der Gemeinderat besteht aus sieben Personen: 1 SP, 2 Grüne, 1 FDP, 2 Die Mitte und 1 parteiunabhängig.
Ein Gemeindeparlament gibt es nicht, dafür eine zweimal im Jahr tagende Bürgerversammlung.

### Nationale Wahlen
Bei den Schweizer Parlamentswahlen 2019 betrugen die Wähleranteile in Flawil: SVP 26,2 %, CVP 18,6 %, FDP 17,5 %, SP 14,5 %, Grüne 11,5 %, glp 6,7 %, EVP 1,7 %, BDP 1,2 %, EDU 0,8 %.

### Wappen
Wilhelm Weiss, ein sich für Lokalgeschichte und Heimatschutz einsetzender Malermeister, legte am 7. September 1915 einen Entwurf für ein Flawiler Gemeindewappen vor.
Als Vorlage verwendete er das Wappen der Giel, welches ein quergeteiltes, oben silbernes und unten rot-silbern kariertes Schild zeigte. Darüber befand sich ein mit einer goldenen Krone gekrönter silberner Spangenhelm und darauf ein Pfauenstutz. Die Bedeutung des karierten Feldes im Wappen der Giel ist heute unbekannt.
Am 19. Oktober 1915 wurde das Wappen offiziell von Herzog Leopold von Österreich an Flawil verliehen. Bei der Ausführung durch den Graveuren Egger sollte auf Anraten des Historikers Professor Max Gmür der Helm als Zeichen der Aristokratie entfallen. Das geänderte Wappen, welches sodann eine Mauerkrone zeigte, lag am 19. September 1916 vor. Von der Gemeindewappenkommission des Kantons St. Gallen wurde es schliesslich am 6. Dezember 1938 ohne Helm und Mauerkrone genehmigt.
Blasonierung: Unter goldenem Schildhaupt zu sieben senkrechten Reihen geschacht von Silber und Rot.
Die Flaggenfarben sind Gelb und Rot.

## Bevölkerung

### Einwohner

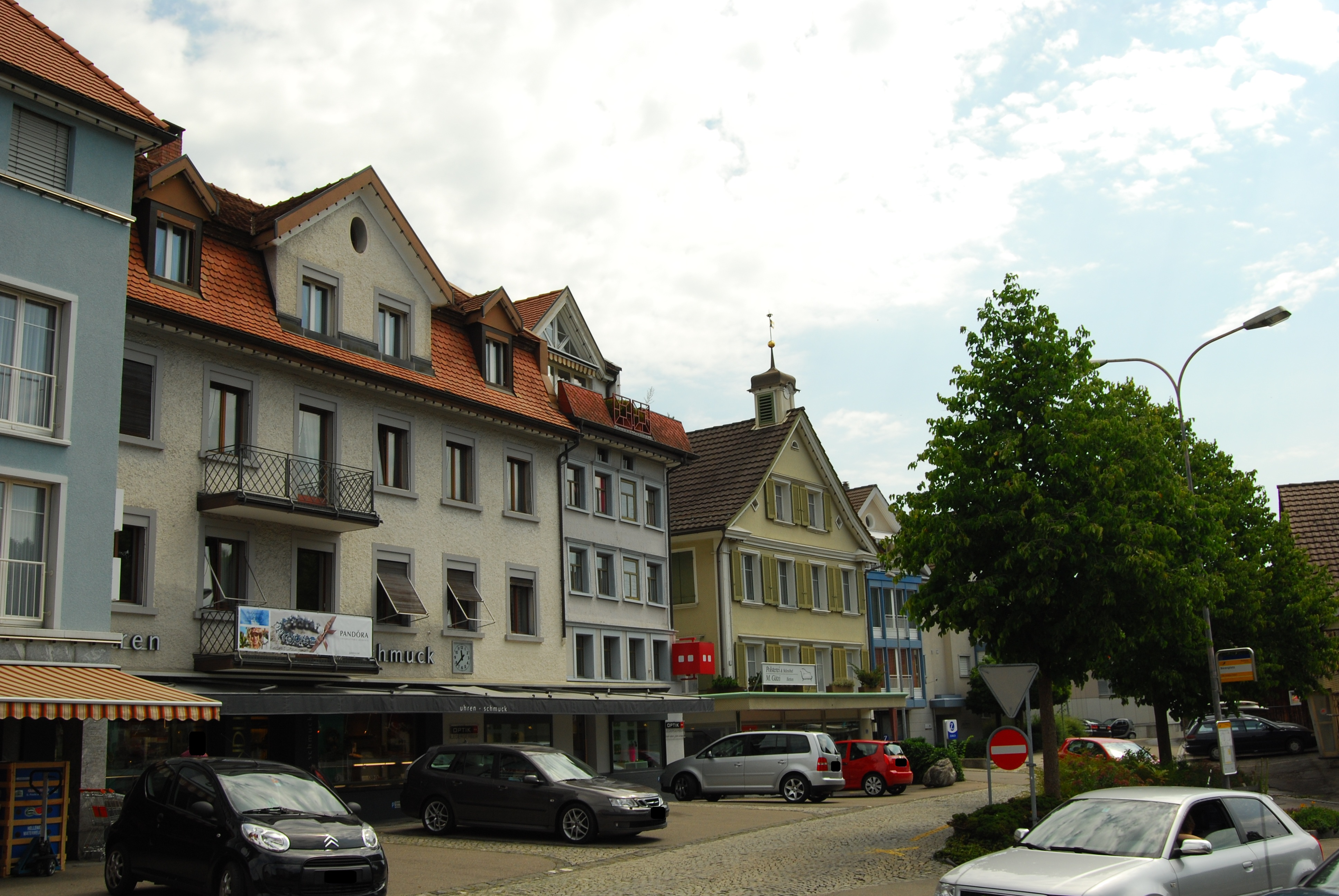
Städtli Flawil

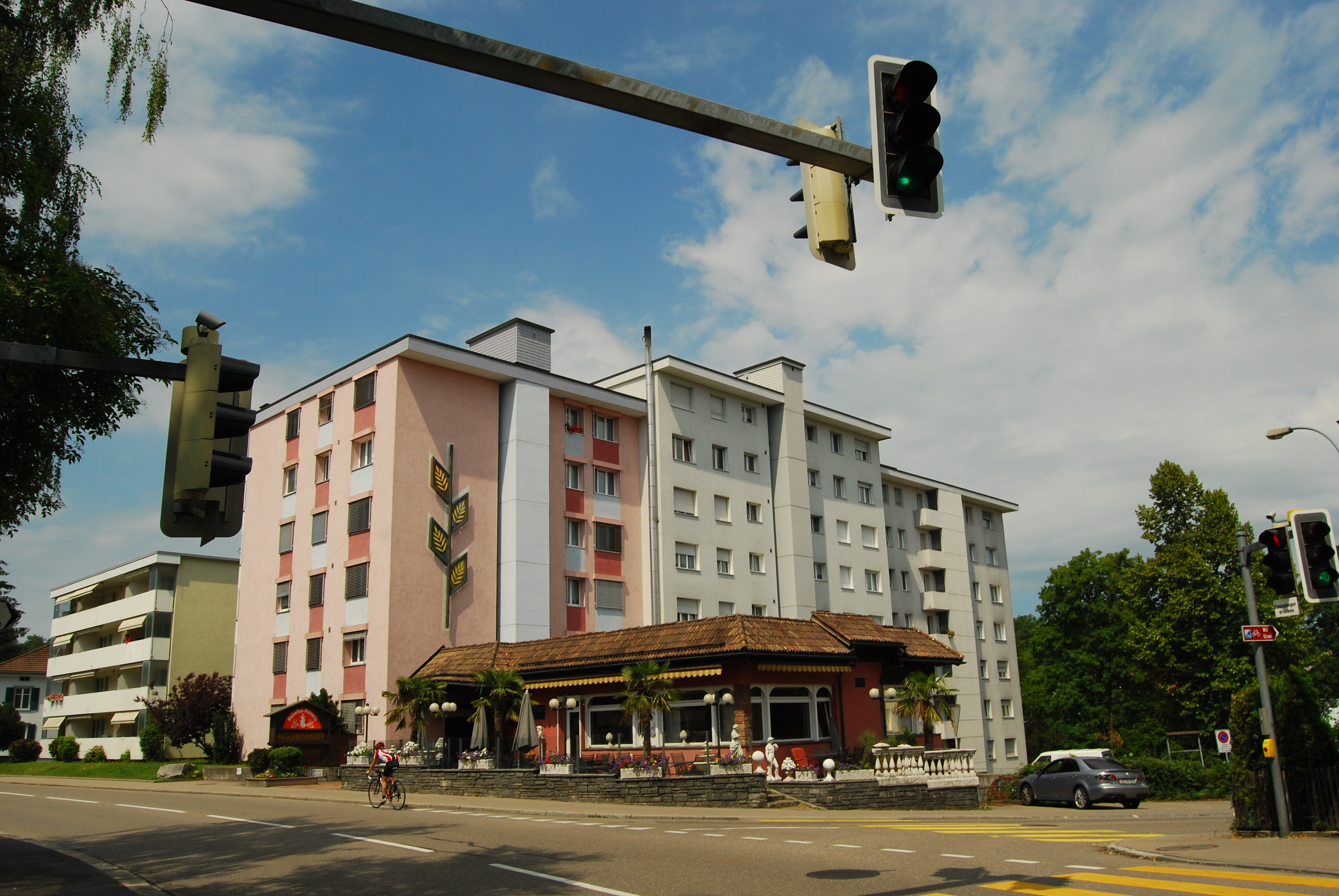
Zentrum von Flawil

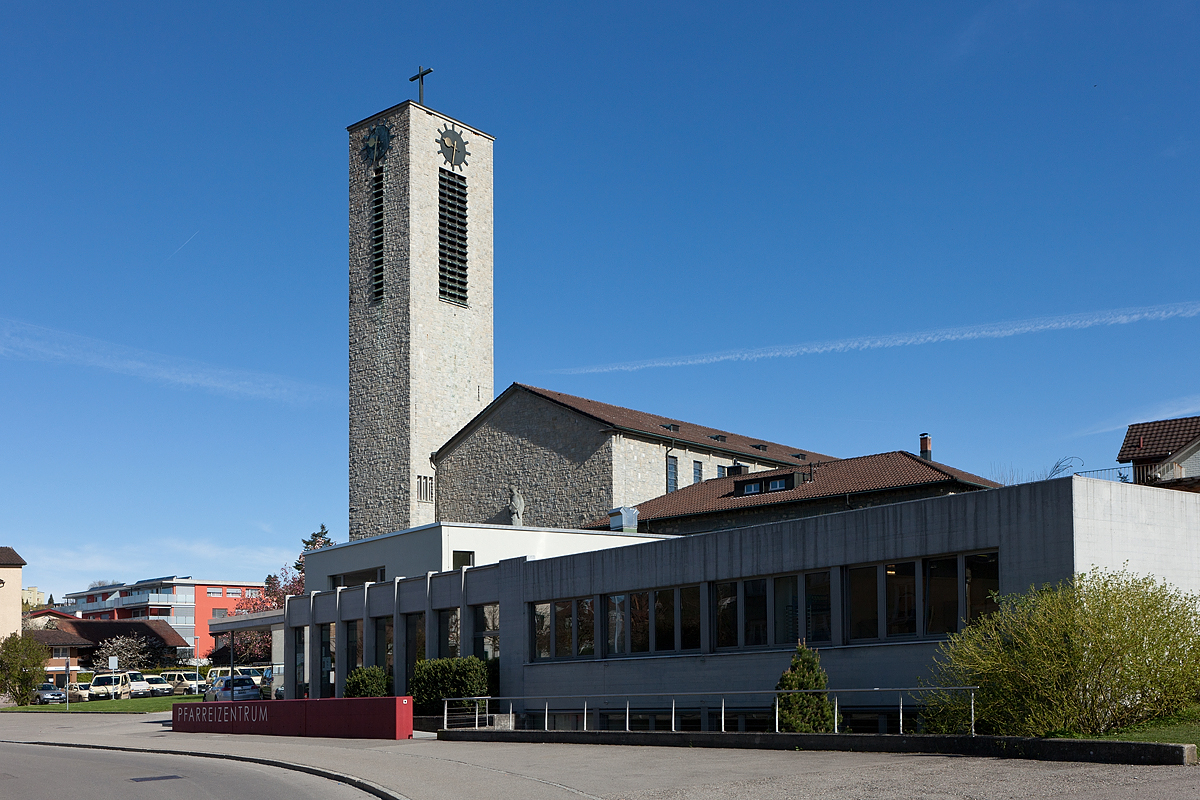
Katholische Kirche, Flawil

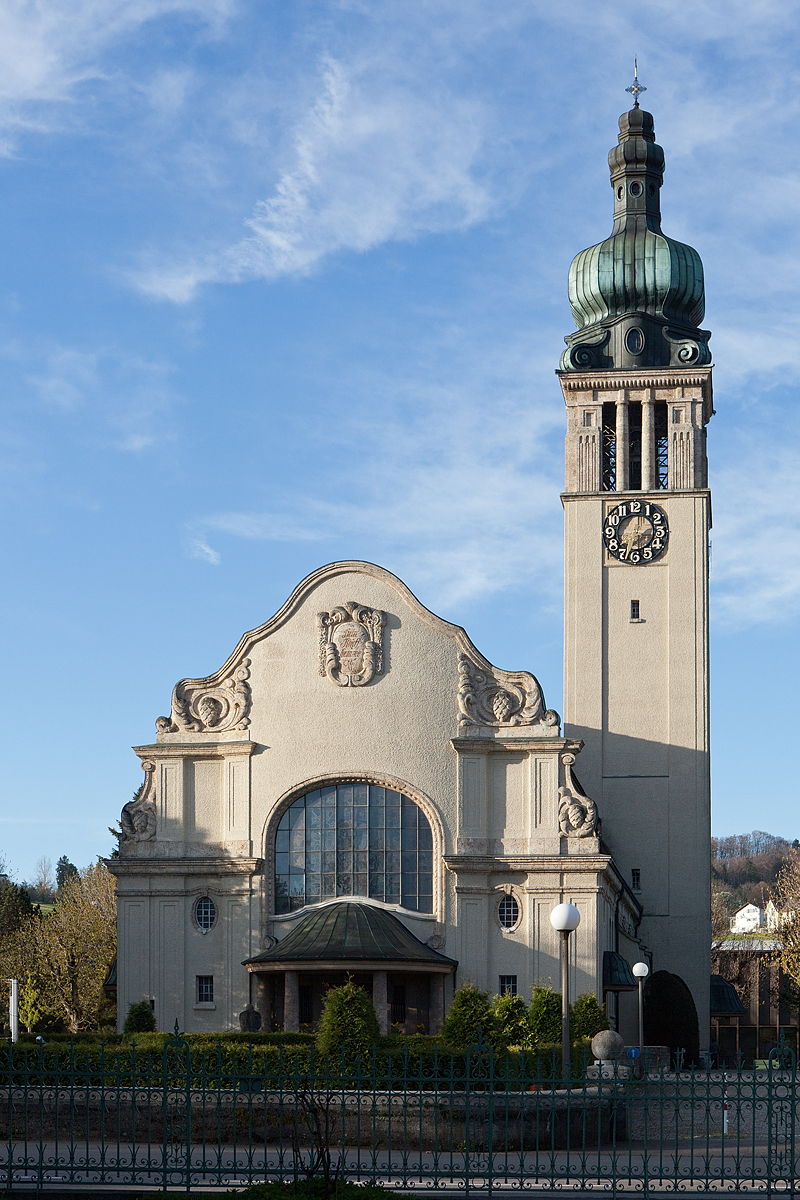
Reformierte Kirche, Flawil

| Jahr          | 1837 | 1850 | 1890  | 1900 | 1950 |
| Einwohnerzahl | 2233 | 2664 | 4878  | 4873 | 6502 |
| Jahr          | 2000 | 2010 | 2020  |      |      |
| Einwohnerzahl | 9320 | 9971 | 10510 |      |      |

### Religion
Historisch ist Flawil als Ort, der zur Fürstabtei St. Gallen gehörte, katholisch. Heute sind 37 % der Bevölkerung römisch-katholisch, 21 % evangelisch und 42 % konfessionslos oder haben eine andere Konfession (Stand: 31. Dezember 2020).

## Sehenswürdigkeiten
Zu den wichtigsten sehenswerten Baudenkmälern zählen das Alte Rathaus, der Gasthof Hirschen, die reformierte Kirche (teilweise Jugendstil) und die katholische Kirche St. Laurentius. Das Wissbachtobel bei Egg ist ein beliebtes Ausflugsziel.

## Freizeit, Kultur, Sport
Zahlreiche Freizeit-, Sport- und Kulturvereine prägen das gesellschaftliche Leben in Flawil.
Zur gut ausgebauten Infrastruktur gehören unter anderem ein Mehrzwecksaal (Lindensaal), eine Bibliothek, ein Ortsmuseum, eine Ludothek, Fussballplätze, Turnhallen, Tennisplätze, eine Reithalle, eine Fechthalle, ein Freibad sowie ein Vitaparcours mit Finnenbahn.
Flawil kennt die Naherholungsgebiete Botsberger Riet, Umgebung Mattenhof/Gutsbetrieb und Girenmoos.

## Bildung
Für die obligatorische Schulbildung sind mehrere Kindergärten (Feld, Wiesental, Botsberg), Primarschulhäuser (Feld, Grund Enzenbühl und Botsberg) und ein Oberstufenzentrum (Feld) vorhanden. Weiterführende Schulen befinden sich in St. Gallen. Die Heilpädagogische Schule Flawil bietet Klassen vom Kindergarten bis zur Oberstufe.
Im Bildungszentrum Mattenhof werden Kurse für die Berufsaus- und Weiterbildung angeboten.

## Gesundheit
Flawil war von 1987 bis 2021 einer der drei Spitalstandorte der dazumaligen Spitalregion St. Gallen-Rorschach-Flawil, ehe das Spital aus Kostengründen stillgelegt und am 25. Juni 2021 geschlossen wurde. Stand 2024 besteht im Flawiler Ärztehaus nur noch ein vom Kantonsspital St. Gallen und dem Spital Wil SG getragenes Ambulatorium unter der Bezeichnung Ambi Flawil. Mit der sanierungsbedingten Zusammenlegung der bislang vier Spitalverbunde des Kantons St. Gallen, welche in den letzten Jahren hohe Verluste eingefahren haben, wird auch das Ambi Flawil ab dem 1. Januar 2025 dem neuen Spitalverbund health Ostschweiz (hoch) mit Sitz in St. Gallen angehören.

## Brauchtum
Die alljährlich am Dienstagabend nach Otmar (16. November) stattfindende Lägelisnacht basiert mutmasslich auf der Legende des Abtes Otmar von St. Gallen, der im Jahre 759 nach seinem Tode von der Insel Werd nach St. Gallen überführt wurde. Zu diesem Anlass fahren die Flawiler Kinder mit Leiterwagen einen Umzug durch das Dorf. Die Wagen sind mit kunstvoll geschnitzten und von innen mit Kerzen beleuchteten Räbenlichtern und Kürbissen geschmückt.
Zu Beginn der Fasnachtszeit am Schmutzigen Donnerstag um „elf ab siebni“ (19.11 Uhr) wird vom Flawiler Narrenrat der Wanderpreis Chratzbürste an einen Bürger verliehen, der im vergangenen Jahr durch einen lustigen oder peinlichen Vorfall aufgefallen ist. Anschliessend findet die Beizenfasnacht statt, an der Guggenmusiken durch Restaurants ziehen und die Bevölkerung zu ausgelassenem Feiern animieren wollen.

## Partnerstädte
- Isny im Allgäu

## Wirtschaft

### Verkehr
Flawil hat einen Bahnhof an der SBB-Strecke Bahnstrecke St. Gallen–Winterthur. Es bestehen stündlich je vier Verbindungen in beide Richtungen:
- 1 Genève-Aéroport – Bern – Zürich HB – St. Gallen
- 13 Zürich HB/St. Gallen – Sargans/Chur
- S 1 Wil – Gossau SG – St. Gallen –  Romanshorn – Kreuzlingen – Schaffhausen

Zudem verkehren im Nachtnetz am Wochenende:
- SN21 Winterthur – Wil – St. Gallen
- SN22 Winterthur – Wil – St. Gallen – St. Margrethen – Heerbrugg

Flawil liegt an der Kantonsstrasse Nr. 8 (Hauptstrasse 430) zwischen Gossau und Wil. An der Kantonsstrasse Nr. 8 am Maestrani-Kreisel im Westen Flawils beginnt die Kantonsstrasse Nr. 54, welche nach Niederuzwil führt. Sowohl in Gossau wie auch in Niederuzwil (Ausfahrt Oberbüren-Uzwil) sind Anschlüsse an die A1 gewährleistet. Die Verbindung zur Hauptstrasse 16 ins Obertoggenburg gewährleistet die Kantonsstrasse Nr. 10 (Hauptstrasse 431), die ebenfalls am Maestrani-Kreisel beginnt und nach Lütisburg führt.

### Industrie

Luftbild der Vereinigten Strumpffabriken AG von Walter Mittelholzer, ca. 1918–1937

Luftbild der Habisreutinger-Ottiker AG Weberei, Färberei, Ausrüsterei von Walter Mittelholzer, ca. 1918–1937

Die Schokoladen der Marken Maestrani, Munz und Minor der maestrani Schweizer Schokoladen AG werden hier produziert und vertrieben.
Weitere in Flawil ansässige Unternehmen sind unter anderem:
- die FLAWA AG (jetzt Teil von U.S. Cotton)[17] die Verbandstoff- und Watteprodukte herstellt,
- die SFS intec AG, die sich auf Tiefzieh- und Fliesspresstechnik spezialisiert hat,
- die BÜCHI Laboratory Equipment, die Geräte für Labortechnik herstellt,
- die LÜDI SWISS AG, die Verbrauchsartikel im Analysenbereich produziert

### Medien
In Flawil wurde durch die Buchdruckerei Flawil der Volksfreund (1878–1997), die Wiler Zeitung – Der Volksfreund (1998–2001) und die Wiler Zeitung (1962–1997, 2002–2013) herausgegeben.

### Landwirtschaft
In Flawil ist die St. Gallische Saatzucht tätig. Sie produziert Pro-Specie-Rara-Kartoffelsorten, blaufleischige Kartoffeln (Blaue St. Galler) und einheimische kaltgepresste Öle.

## Musik
In Flawil sind die St. Galler Mundartband Piggnigg, das Musik-Kabarett «er und i» und die Post-Grunge-/Metal-Band «Strugglers» beheimatet. Die «Harmoniemusik Flawil», besteht seit mehr als 150 Jahren die Flawiler Musikszene prägt. Der Verein «Musicalfieber Flawil» erlangte überregionale Bekanntheit mit seinen professionellen Inszenierungen von Broadway-Musicals wie The Addams Family oder 9 to 5.

## Persönlichkeiten
- Johannes Grob (1643–1697), Dichter und Epigrammatiker
- Johannes Stadler (1797–1849), Jurist und Politiker
- Karl Gottlieb Steiger (1806–1850), evangelischer Pfarrer und Dichter
- Max Gmür (1871–1923), Rechtswissenschaftler
- August Steiger (1874–1954), Schweizer Lehrer und Sprachpfleger
- Otto Pfändler (1890–1978)
- Ernst Stahel (1896–1986), Physiker
- Walter Schmid (1906–1983), Komponist, Chordirigent und Lehrer
- Johann Ulrich Steiger (1920–2008), Holzschneider, Holz- und Steinbildhauer, Lithograf und Galerist. Ehrenbürger von Flawil.
- Hanna Sahlfeld-Singer (* 1943), Politikerin
- Jost Gross (1946–2005), Politiker
- Patrik Landolt (* 1956), Musikjournalist und Musikproduzent
- Urs Bühler (* 1959), Drehbuchautor
- Petra Walczewski (* 1968), Radrennfahrerin
- Mathias Seger  (* 1977), Eishockeyspieler
- Stefan Graf (* 1981), Schauspieler
- Marc Schefer (* 1981), Eishockeyspieler
- Sarah Sophia Meyer (* 1984), Schauspielerin
- Gino Mäder (1997–2023), Radrennfahrer
- Nadine Böhi (* 2003), Fussballspielerin

## Bilder

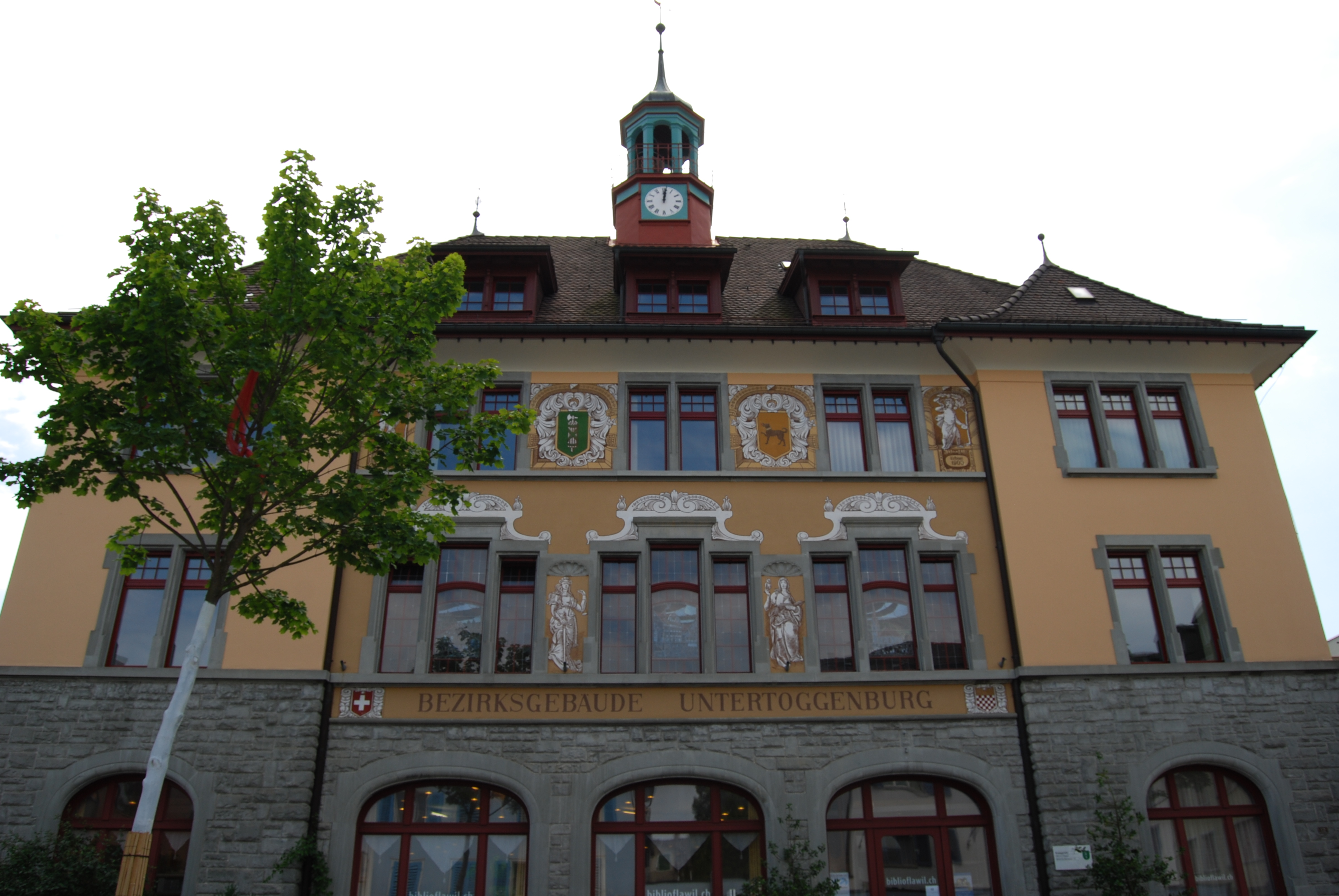
Ehemaliges Bezirksgebäude Untertoggenburg
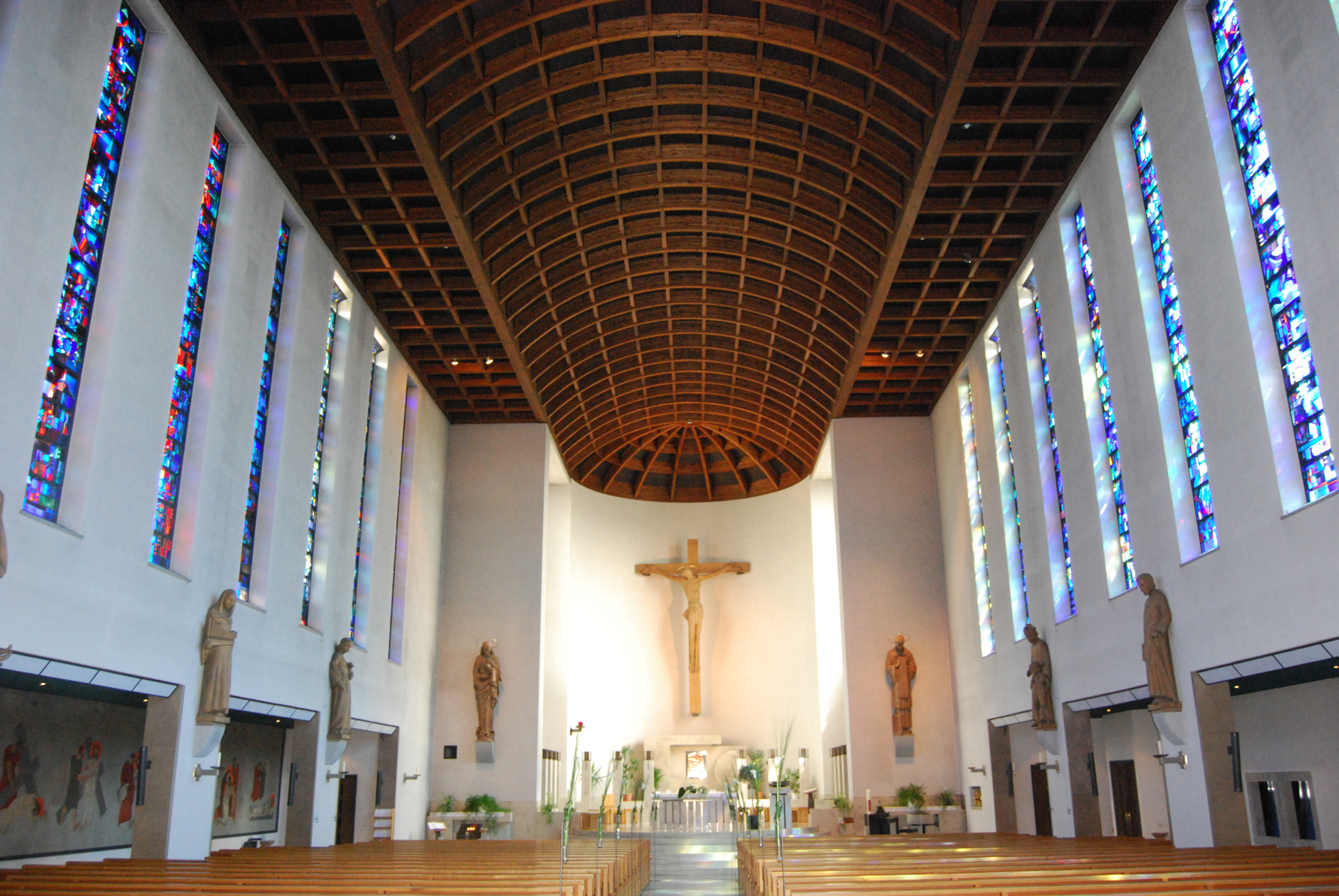
Innenansicht der katholischen Kirche mit Glasmalereien
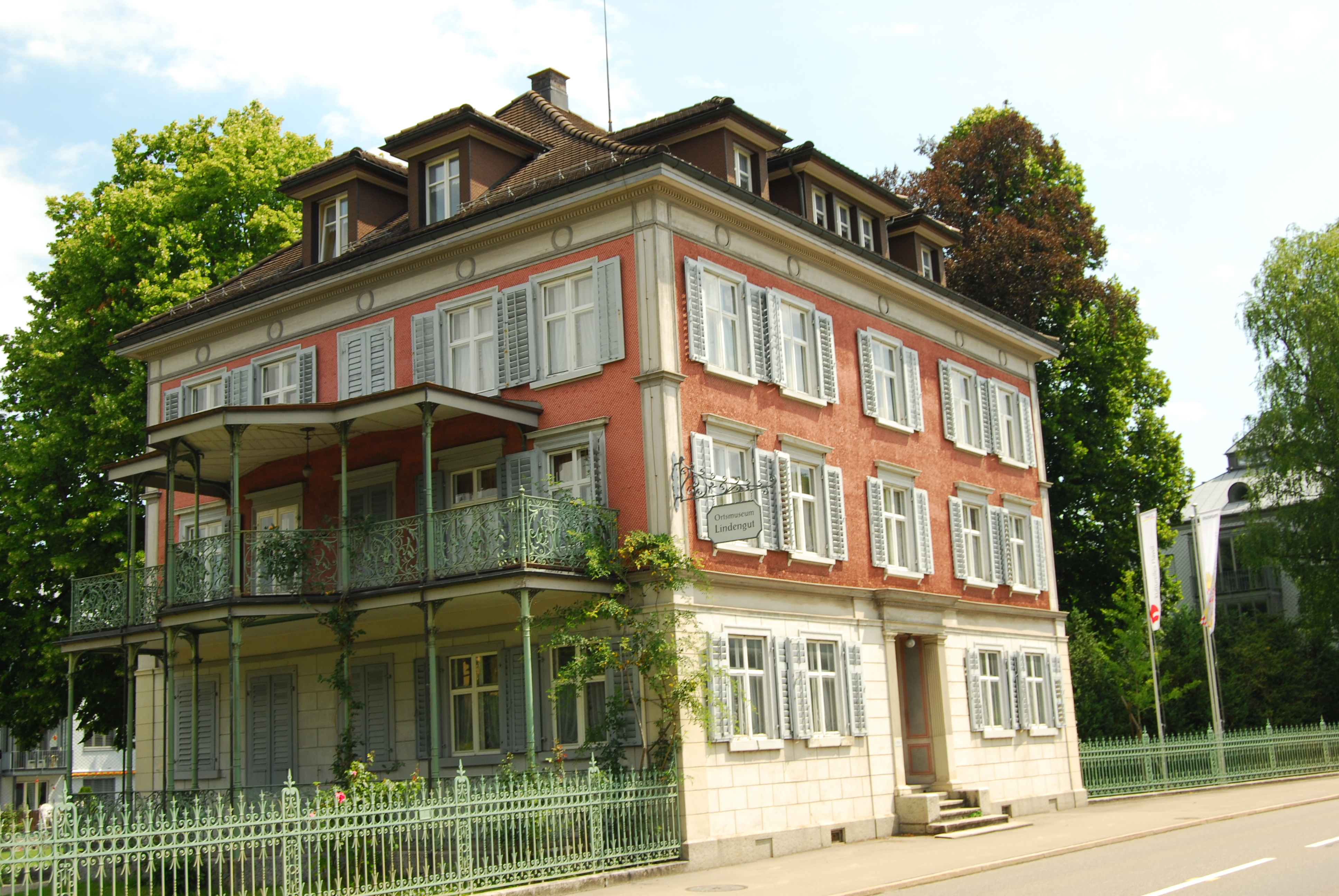
Ortsmuseum Lindengut
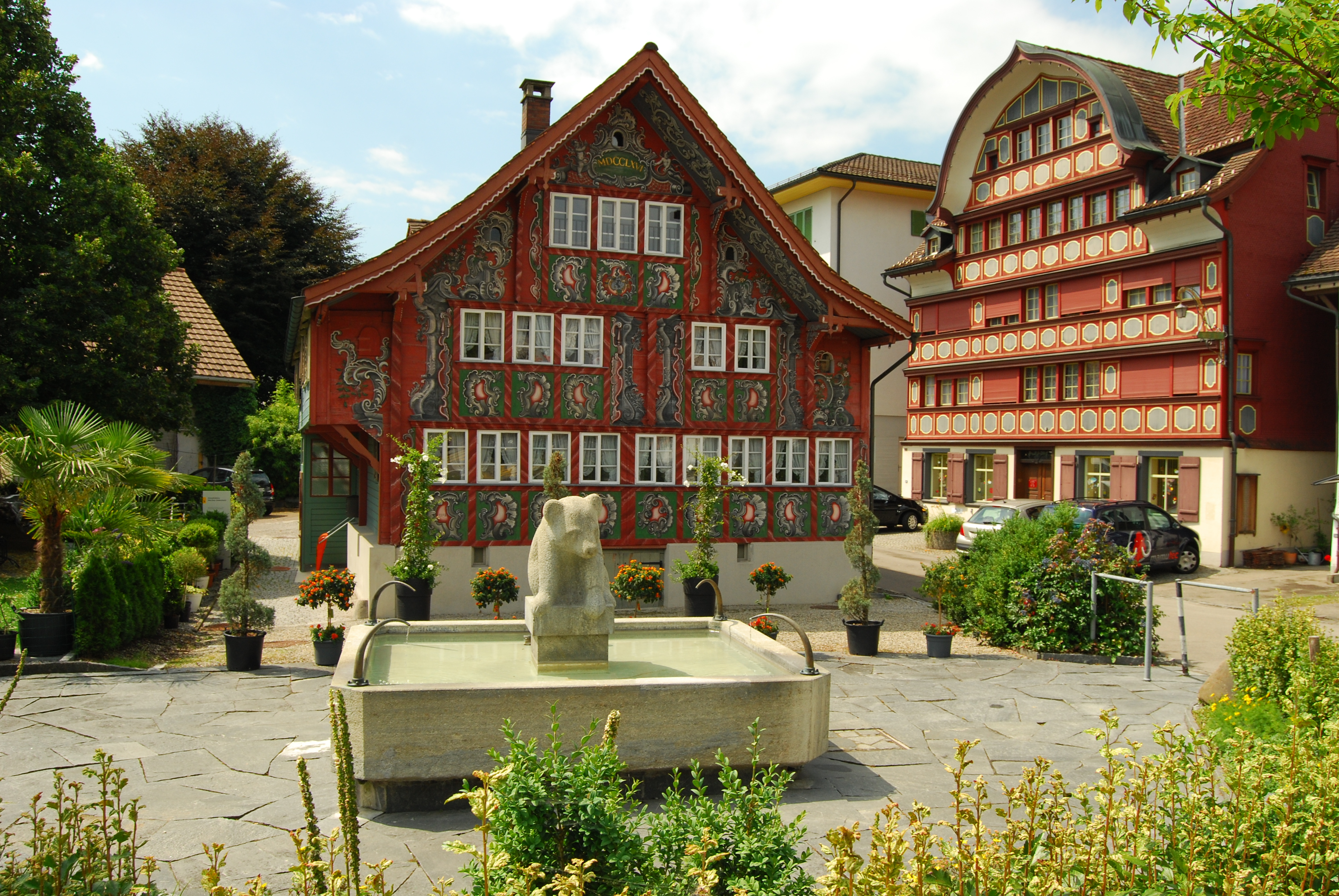
Traditionelle Holzhäuser mit Bärenbrunnen, rechts Kommandant-Steiger-Haus
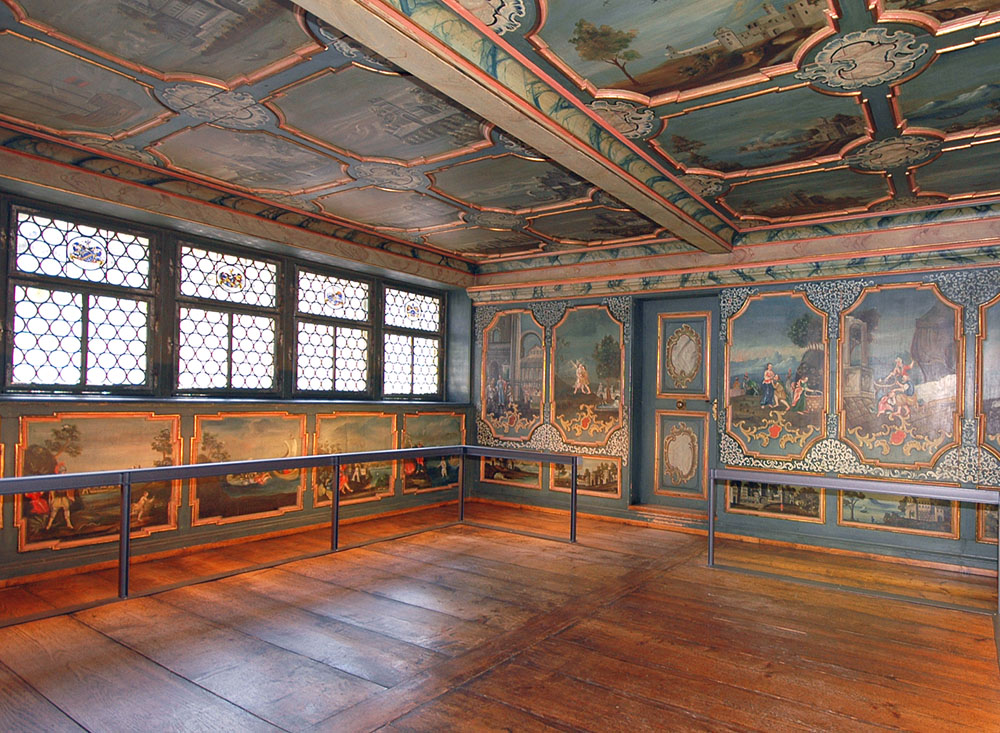
Die sog. Steiger-Stube aus dem Kommandant-Steiger-Haus. Historisches Museum St. Gallen
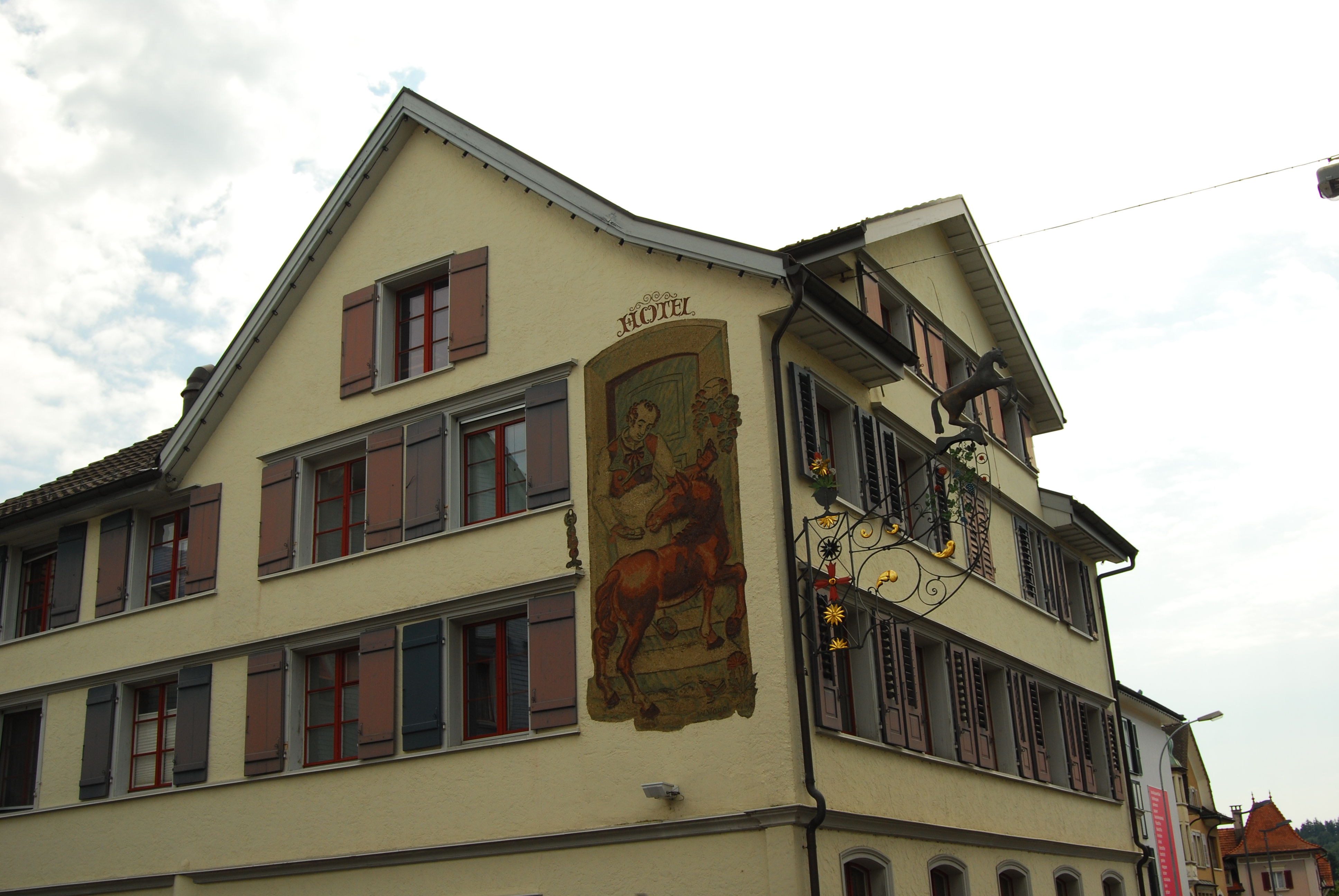
Wandmalereien am Hotel Rössli
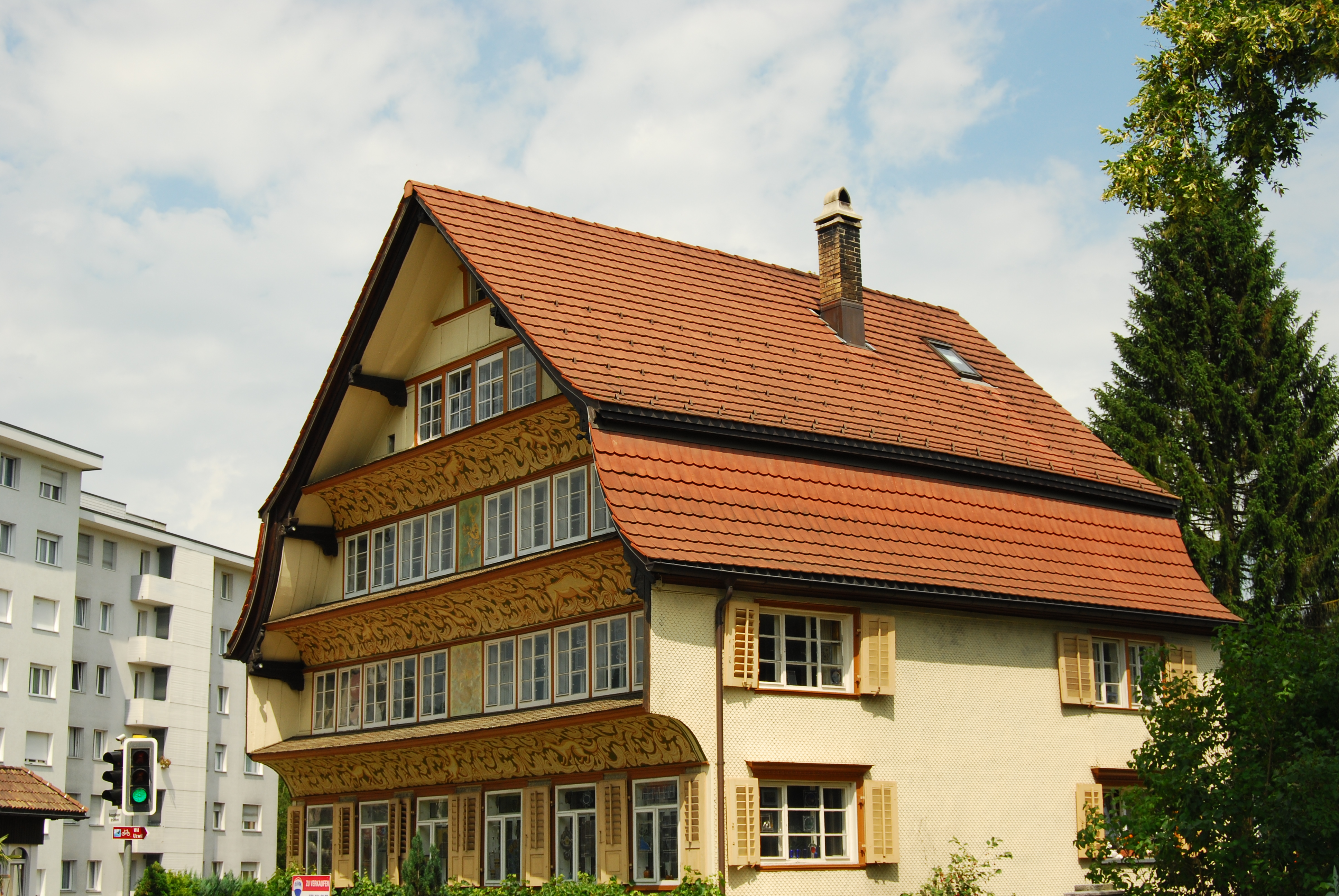
Traditionelles Toggenburger Haus